# Okres Chrudim
Chrudim is een district (Tsjechisch: Okres) in de Tsjechische regio Pardubice. De hoofdstad is Chrudim. Het district bestaat uit 108 gemeenten (Tsjechisch: Obec). Tot 1 januari 2007 hoorden ook de gemeenten Leština, Nové Hrady, Řepníky, Stradouň en Vinary bij deze okres, sindsdien horen deze bij de okres Ústí nad Orlicí.

## Lijst van gemeenten
De obce (gemeenten) van de okres Chrudim. De vetgedrukte plaatsen hebben stadsrechten. De cursieve plaatsen zijn steden zonder stadsrechten (zie: vlek).
Běstvina - Biskupice - Bítovany - Bojanov - Bor u Skutče - Bořice - Bousov - Bylany - Ctětín - Čankovice - České Lhotice - Dědová - Dolní Bezděkov - Dřenice - Dvakačovice - Hamry - Heřmanův Městec - Hlinsko - Hluboká - Hodonín - Holetín - Honbice - Horka - Horní Bradlo - Hošťalovice - Hrochův Týnec - Hroubovice - Chrast - Chroustovice - Chrudim - Jeníkov - Jenišovice - Kameničky - Kladno - Klešice - Kněžice - Kočí - Kostelec u Heřmanova Městce - Krásné - Krouna - Křižanovice - Lány - Leštinka - Libkov - Liboměřice - Licibořice - Lipovec - Lozice - Lukavice - Luže - Míčov-Sušice - Miřetice - Mladoňovice - Morašice - Mrákotín - Nabočany - Načešice - Nasavrky - Orel - Ostrov - Otradov - Perálec - Podhořany u Ronova - Pokřikov - Prachovice - Proseč - Prosetín - Předhradí - Přestavlky - Rabštejnská Lhota - Raná - Ronov nad Doubravou - Rosice - Rozhovice - Řestoky - Seč - Skuteč - Slatiňany - Smrček - Sobětuchy - Stolany - Střemošice - Studnice - Svídnice - Svratouch - Tisovec - Trhová Kamenice - Trojovice - Třemošnice - Třibřichy - Tuněchody - Úherčice - Úhřetice - Vápenný Podol - Včelákov - Vejvanovice - Vítanov - Vojtěchov - Vortová - Vrbatův Kostelec - Všeradov - Vysočina - Vyžice - Zaječice - Zájezdec - Zderaz - Žlebské Chvalovice - Žumberk
Chrudim · Pardubice · Svitavy · Ústí nad Orlicí